# Paulus von Stolzmann
Paulus Alfred Wilhelm von Stolzmann (Stolberg, 1. travnja 1863. -  Hannover, 5. kolovoza 1930.) je bio njemački general i vojni zapovjednik. Tijekom Prvog svjetskog rata bio je načelnik stožera Južne armije i Armije Bug, te je zapovijedao 78. pričuvnom i 16. pješačkom divizijom na Istočnom i Zapadnom bojištu.

## Vojna karijera
Paulus von Stolzmann rođen je 1. travnja 1863. u Stolbergu. U prusku vojsku stupio je u listopadu 1881. godine služeći u 82. hesenskoj pješačkoj pukovniji nakon što je završio studij prava u Göttingenu. U veljači 1883. promaknut je u poručnika nakon čega od 1885. služi kao pobočnik u fusilijarskoj bojnoj. Od rujna 1890. pohađa Prusku vojnu akademiju, dok od travnja 1894. služi u Glavnom stožeru. U travnju 1898. promaknut je u čin satnika, dok od siječnja 1900. služi kao zapovjednik satnije u 132. pješačkoj pukovniji. U navedenoj pukovniji služi do ožujka 1902. kada je premješten na službu u stožer 35. pješačke divizije. U međuvremenu je, u rujnu 1902., unaprijeđen u čin bojnika. U siječnju 1912. postaje načelnikom stožera IX. korpusa kojim je u Altoni zapovijedao Karl von Plettenberg. U lipnju 1913. dodijeljen mu je plemićki naslov, da bi od listopada te iste godine postao zapovjednikom 32. pješačke pukovnije na čijem čelu dočekuje i početak Prvog svjetskog rata.

## Prvi svjetski rat
Na početku Prvog svjetskog rata Stolzmann je imenovan načelnikom stožera IX. pričuvnog korpusa kojim je zapovijedao Max von Boehn čiji je zadatak bila obrana sjeverne njemačke obale od pretpostavljenog savezničkog iskrcavanja. Kada je postalo izvjesno da do invazije sjeverne obale neće doći, IX. pričuvni korpus je upućen na Zapadno bojište gdje Stolzmann sudjeluje u opsadi Antwerpena. U prosincu 1914. promaknut je u čin general bojnika. 
U siječnju 1915. postaje načelnikom stožera novoformirane Južne armije kojom je na Istočnom bojištu zapovijedao Alexander von Linsingen. Kada je u srpnju 1915. Linsingen postao zapovjednikom novoformirane Armije Bug Stolzmann je postao načelnikom stožera navedene armije. U rujnu 1915. Stolzmann postaje načelnikom stožera Grupe armija Linsingen koju dužnost obnaša do srpnja 1916. godine.
U srpnju 1916. imenovan je zapovjednikom 78. pričuvne divizije. S navedenom divizijom drži položaje najprije kod Dvinska na Istočnom bojištu, da bi u travnju 1917. divizija bila premještena na Zapadno bojište. U srpnju 1918. Stolzmann je unaprijeđen u čin general poručnika, da bi u kolovozu postao zapovjednikom 16. pješačke divizije. Navedenom divizijom zapovijeda sve do kraja rata.

## Poslije rata
Nakon završetka rata Stolzmann je nastavio svoju vojnu karijeru. Od svibnja 1919. zapovijeda 11. pješačkom brigadom sa sjedištem u Kasselu, dok u travnju 1920. postaje zapovjednikom IV. Vojnog područja. U listopadu 1920. dobiva zapovjedništvo nad 4. pješačkom divizijom sa sjedištem u Dresdenu kojom zapovijeda do lipnja 1921. kada daje ostavku i napušta vojsku.
Paulus von Stolzmann preminuo je 5. kolovoza 1930. u 67. godini života u Hannoveru.

## Vanjske poveznice
(eng.) Paulus von Stolzmann na stranici Prussianmachine.com

(njem.) Paulus von Stolzmann na stranici Lexikon der Wehrmacht.de